# Serge de Patoul
Serge de Patoul (né le 6 septembre 1955) est un scientifique et homme politique belge, député depuis 1989 au Parlement de la Région bruxelloise. Il est premier échevin dans la commune de Woluwe-Saint-Pierre.
Il est membre du parti Démocrate fédéraliste indépendant.

## Biographie
Il est Docteur en Sciences sociales (information et communication) (1999) de l'Université catholique de Louvain ; agrégé  en Sciences économiques et commerciales (1982) de l'Université catholique de Louvain, Master (Licence) en Sciences économiques appliquées (1978) de l'Université catholique de Louvain.[réf. nécessaire]
De 1982 à 2015, il enseigne. De 1982 à 1988, il enseigne dans le secondaire dans toutes les sections, les humanités de transition, de qualification et professionnelle. De 1985 à 1998, il donne également des cours à des adultes. De 1986 à 2015 , il enseigne à l'université. A partir de 2000, il réduit progressivement sa charge d'enseignement.
En 1999, il défend sa thèse "Effets sur le processus d'apprentissage des apprenants à distance, de la présence d'étudiants sur le document audiovisuel de formation. Contribution à l'étude de la transmission des savoirs". Sa leçon publique a été intitulée "Confrontation du réel et du virtuel : la construction d'une relation en formation à distance".

## Parcours politique
Il est entré dans la politique en 1976, en étant élu conseiller communal à Woluwe-Saint-Pierre, à l’époque le plus jeune de Belgique. Il a siégé au conseil communal de 1976 jusqu'en 2018.
Il est échevin de Woluwe-Saint-Pierre de 2000 à 2018, d'abord chargé de 2000 à 2006 de l'Informatique et des nouvelles technologies, de l'Emploi, du Personnel communal, des Jumelages et de la coopération internationale. Ensuite de 2006 à 2018 de l'Enseignement, de l’Éducation permanente et des Jumelages et de la coopération internationale. En 2012, ses compétences d'échevin sont légèrement modifiées : il ajoute le parascolaire à ses compétences et la coopération internationale devient les relations extérieures.
De 1989 à 2019, il est député bruxellois. Au Parlement Francophone de Bruxelles, Serge de Patoul est président de la commission de l’enseignement, de la formation, de la culture, du tourisme, du sport et des transports scolaires et de la commission des affaires sociales. À plusieurs reprises, il a été le président du groupe des FDF et vice-président du parlement.
De 1995 à 2000, Serge de Patoul exerce la fonction de secrétaire général au sein du parti FDF devenu aujourd'hui DéFI.
De 1976 à 2018, il est conseiller communal à Woluwe-Saint-Pierre. De 2001 à 2006, il est échevin du personnel, des nouvelles technologies, des jumelages et des relations internationales. De 2007 à 2018, il est le 1er échevin chargé de l'enseignement, des académies, de l'éducation permanente, de l'extra-scolaire, des jumelages et des relations internationales.

## Député
Lors de la cérémonie des 30 ans de mandats comme député, Charles Piqué, président du parlement à l'époque, caractérise Serge de Patoul comme un député généraliste. Effectivement, il est intervenu dans des domaines variés comme l'économie sociale, la discrimination à l’embauche, la mise au travail des personnes porteuses de handicap, la fiscalité en particulier au sujet des droits de succession, la protection du patrimoine, la dangerosité de la consommation d'alcool en particulier chez les jeunes, la promotion de la langue française, Comme député, il a réussi à faire adopter plusieurs de ses propositions.…

## Echevinat (maire adjoint)
Il a développé des programmes de coopération. Avec Musambira au Rwanda, il a mené un projet de réintégration d'élèves en décrochage scolaire. Il a inscrit la commune de Woluwe-Saint-Pierre dans la mise en œuvre des droits humains fondamentaux par la reconnaissance administrative des populations. Au Burkina Faso, dans l'arrondissement de Sig Noghin à Ouagadougou, il a mené un programme de soutien à l'état civil. Avec les trois grandes villes du Nord Kivu au Congo, Goma, Butembo et Béni, il a lancé un programme de réhabilitation des services de l'état civil - population avec la particularité de se baser sur une approche pragmatique de collaboration public-privé,,. Une identification numérisée de la population a été réalisée créant les bases d'un registre national. Ainsi cette coopération a précédé la volonté exprimée par le président Félix Tshishekedi d'avoir l'identification de toute la population congolaise. Il a aussi initié un jumelage avec le district de Chaoyang à Beijing.

## Décoration
- Officier de l'ordre de Léopold (2014)[12].